# خوروشچوو-کولونگا
خوروشچوو-کولونگا (به لهستانی:  Choroszczewo-Kolonia) یک روستا در لهستان است که در گمینا میلیچتسه واقع شده‌است.